# Carolina Deslandes
Maria Carolina Martinez Deslandes (Lisbona, 27 agosto 1991) è una cantante portoghese.

## Biografia
Carolina Deslandes è salita alla ribalta nell'autunno del 2010 con la sua partecipazione alla quarta edizione del talent show portoghese Ídolos, dove è arrivata in semifinale, piazzandosi terza. Due anni dopo è uscito il suo album di debutto eponimo, che ha raggiunto la 21ª posizione della classifica nazionale, seguito nel 2016 dal secondo album Blossom, con il quale è salita fino al 16º posto. È stata candidata agli MTV Europe Music Awards 2015 per il premio al miglior artista portoghese; verrà candidata nuovamente in occasione dell'edizione del 2018.
Dopo aver firmato un contratto con l'etichetta discografica Universal Music Portugal, nel 2017 ha ottenuto la sua prima hit nella classifica dei singoli con A vida toda, che ha raggiunto la 9ª posizione ed è stata certificata disco di platino dall'Associação Fonográfica Portuguesa con oltre 10 000 unità vendute a livello nazionale. Il brano, oltre a fruttare alla cantante una vittoria per la canzone dell'anno ai premi Globos de Ouro 2019, ha anticipato il suo terzo disco Casa, numero uno per tre settimane nella classifica degli album e disco di platino con più di 15 000 unità.
Nel 2021 la cantante ha preso parte all'annuale Festival da Canção, utilizzato come programma di selezione del rappresentante portoghese all'Eurovision Song Contest, dove ha presentato l'inedito Por um triz, finendo al secondo posto.

## Discografia

### Album in studio
- 2012 – Carolina Deslandes
- 2016 – Blossom
- 2018 – Casa
- 2023 – Caos

### EP
- 2020 – Mercúrio (con Jimmy P)

### Singoli
- 2012 – Não é verdade
- 2015 – Heaven
- 2017 – A vida toda
- 2018 – Avião de papel (con Rui Veloso)
- 2018 – Respirar (con Agir e Diogo Picarra)
- 2020 – Tempestade (con Pedro Abrunhosa)
- 2020 – Vergonha na cara
- 2020 – Não me importo
- 2020 – Apetece
- 2020 – Mulher
- 2021 – Por um triz

#### Come featuring
- 2011 – Leaving You (DJ Enrage feat. Carolina Deslandes)